# Ph.D.
Der Ph.D. [piː‿eɪtʃ diː] (auch PhD, englisch Doctor of Philosophy, neulateinisch philosophiae doctor) ist in englischsprachigen Ländern der wissenschaftliche Doktorgrad in fast allen Fächern und der höchste Abschluss des Postgraduiertenstudiums. In diesen Ländern ist der Ph.D.-Abschluss in der Regel mit der Berechtigung verbunden, an einer Universität selbstständig und alleinverantwortlich zu lehren.
Im Rahmen des Bologna-Prozesses wurden 2005 in Bergen Promotionsstudiengänge (Graduiertenschulen) bekräftigt, die bereits in einigen deutschen Landeshochschulgesetzen verankert sind und so auch an deutschen Universitäten zum Ph.D. als akademischem Grad führen.

## Beschreibung
Bei dem akademischen Grad eines Ph.D. handelt es sich um eine Bezeichnung für Doktorgrade, die infolge einer selbstständig verfassten wissenschaftlichen Forschungsleistung (Dissertation) erworben werden. Regelmäßig wird die Dissertation durch ein wissenschaftliches Forschungsdoktorat oder ein Doktorstudium mit einer üblichen Dauer von drei bis fünf Jahren (abhängig von den Zulassungsvoraussetzungen, siehe unten) sowie eine mündliche Prüfung (Rigorosum, Disputation) begleitet. Trotz des Wortlauts handelt es sich beim Ph.D. in der Regel nicht um den Doktor der Philosophie, sondern um den im angelsächsischen Raum üblichen Doktorgrad für die meisten Fächer. Das Studienfach wird normalerweise mit in angeschlossen, z. B. Ph.D. in Economics oder Doctor of Philosophy in Arts and Sciences, abgekürzt als Ph.D. in Arts and Sciences. Einige britische Universitäten, z. B. Oxford und Sussex, verwenden die Abkürzung DPhil anstatt Ph.D.
Der Ph.D. ist zu unterscheiden von eher berufspraktischen Abschlüssen (Professional Degrees) im angelsächsischen Raum wie dem medizinischen Doktorgrad Medical Doctor (MD), der teilweise ohne weitere wissenschaftliche Qualifizierung nach erfolgreich abgeschlossenem Studium vergeben wird, oder dem Doctor of Business Administration (DBA), bei welchem es sich um eine berufspraktische Qualifikationsbezeichnung handelt, die eine Verschriftlichung beruflicher Erfahrung beinhaltet und demnach keine eigenständige wissenschaftliche Forschung darstellt und dem Doctor of Science (ScD), der nach einem vergleichbaren, aber praxisnäheren Promotionsverfahren verliehen wird.
Zulassungsbedingung ist nach einem vorangegangenen Bachelor-Studium zumeist ein Master-Abschluss, an US-amerikanischen, kanadischen und britischen Universitäten auch der nordamerikanische vier- bis fünfjährige universitäre Bachelor with Honours mit mindestens cum-laude-Abschluss.
Die Möglichkeit der Zulassung zum PhD-Anschlussstudium an nordamerikanischen Universitäten hängt in der Praxis stark vom Hochschulranking jener Bildungseinrichtung ab, an der ein Bachelor with Honours oder Master erworben wurde. Praktisch alle nordamerikanischen Spitzenuniversitäten, wie beispielsweise Harvard (USA) und McGill (Kanada), verlangen als Voraussetzung in der Regel einen zwei- bis dreijährigen Master von einer very high research activity-Universität, mit mindestens cum-laude-Abschluss.
An Universitäten in Großbritannien ist die Zulassungsvoraussetzung ein Master-Abschluss oder ein Bachelor first class honours bzw. second class honours, upper division (oder eine als gleichwertig anerkannte in- oder ausländische Qualifikation) plus einer weiteren Qualifikationsstufe. Diese Qualifikationsstufe besteht normalerweise darin, dass zunächst eine Registrierung in einem „M.Phil.“-Kurs erfolgt und nach einem Jahr durch den Betreuer des Studenten, den „supervisor“, entschieden wird, ob eine Übernahme in das eigentliche Ph.D.-Programm erfolgen kann. Sollte dies der Fall sein, können bereits Leistungen aus dem „M.Phil“-Studium angerechnet werden. Der abgeschlossene Ph.D. bescheinigt „eine wissenschaftliche Qualifizierung auf höchster Stufe“.
Im Allgemeinen enthalten Ph.D.-Programme an amerikanischen Bildungseinrichtungen einen höheren Anteil von Kursen und Seminaren. Dies ist allerdings in den unterschiedlichen Bildungssystemen begründet. Im kontinentaleuropäischen Bildungssystem kommen diese Spezialisierungskurse oft schon im Masterstudium vor (siehe US-amerikanisches Schulsystem). Im australischen Bildungssystem gibt es im Ph.D. keine Kurse oder Seminare, es wird nur eine Forschungsarbeit geschrieben. In Großbritannien sind Kurse häufig nur dann zu besuchen, wenn das Ph.D.-Studium direkt im Anschluss an ein Bachelor-Studium begonnen wurde.
Der Ph.D. wird hinter dem Namen geführt, z. B. Franziska Mustermann, Ph.D. Entsprechend der gängigen wissenschaftlichen Konvention wird ein Ph.D. als Dr. angesprochen und der Grad wird wahlweise auch in dieser Form geführt. Die Anrede als Ph.D. existiert nicht.
Nicht zu verwechseln ist der Ph.D. mit dem deutschen Graduiertenförderungsprogramm PHD des Deutschen Akademischen Austauschdienstes (DAAD), der Deutschen Forschungsgemeinschaft (DFG) und des Bundesministeriums für Bildung und Forschung (BMBF), das auch Promotionsstudiengänge innerhalb von Graduiertenschulen fördert, die nicht zum Ph.D. führen.

## Ph.D. und Bologna
Im Bologna-Prozess ist nur von einem Doktorat die Rede, eine Unterscheidung zwischen Ph.D. und Dr. ist nicht festgelegt. In Bezug auf die Länge des Doktorats ist im Abschlusskommuniqué der Bologna-Nachfolge-Konferenz in Bergen 2005 zu lesen, dass die übliche Arbeitsbelastung des dritten Zyklus in den meisten Ländern einem drei- bis vierjährigen Vollzeitstudium entspricht. Mit dem Bologna-Ph.D. ist keine allgemeine Berechtigung verbunden, an einer Universität zu lehren, dazu ist in vielen europäischen Ländern zusätzlich zum Ph.D. die Habilitation bzw. Lehrbefähigung erforderlich.

## Ph.D. in Deutschland
Der Erwerb des Ph.D.-Grades wird in einigen Hochschulgesetzen der Bundesländer vorgesehen. In Baden-Württemberg, Bayern und Hamburg ist dafür das Absolvieren eines strukturierten Promotionsstudiums notwendig. In Berlin, Schleswig-Holstein und Thüringen ist die Verleihung des Ph.D. alternativ zum klassischen Doktorgrad möglich. Es ist in beiden Fällen den Hochschulen mit Promotionsrecht überlassen, die Verleihung des Ph.D.-Grades vorzusehen.
Über die entsprechenden Rechtsvorschriften und das gegebenenfalls einzuhaltende Verfahren für die Anerkennung oder Führung eines ausländischen Grades gibt rechtsverbindlich das zuständige Wissenschaftsministerium des jeweiligen Bundeslandes Auskunft. Voraussetzung zur Führung des Doktorgrades Ph.D. ist, wie bei allen anderen ausländischen Graden, dass die Universität nach dem Recht des Herkunftslandes zur Gradvergabe berechtigt ist. In einem EU- oder EWR-Staat erworbene Ph.D.-Grade sowie in Australien, Israel, Japan oder Kanada erlangte Doktorgrade können in Deutschland als „Dr.“ ohne weitere Zusätze oder Herkunftsangabe geführt werden. Das Gleiche gilt für Ph.D.-Grade aus Großbritannien nach dem Brexit. Ph.D.-Grade, die in den USA erlangt wurden, können in Deutschland ebenfalls ohne weitere Zusätze als „Dr.“ geführt werden, sofern die verleihende Einrichtung von der Carnegie Foundation for the Advancement of Teaching als „Research University (high research activity)“ oder als „Research University (very high research activity)“ klassifiziert ist. Für bestimmte Doktorgrade Russlands ist eine Führung ohne fachlichen Zusatz, jedoch mit Herkunftsbezeichnung vorgesehen. Durch den Beschluss der deutschen Kultusministerkonferenz vom 14. April 2000 ff. sollte bis 2005 eine einheitliche Regelung zur Form der Führung des Grads in den Bundesländern geschaffen sein. Dadurch entfällt das Verfahren einer Nostrifizierung in Deutschland.
Grundsätzlich gilt jedoch in der Bundesrepublik Deutschland, dass ein in Deutschland erworbener herkömmlicher Doktorgrad (also kein Ph.D.) auch nicht als „Ph.D.“ geführt werden darf. An einer deutschen Hochschule erworbene akademische Grade dürfen innerhalb Deutschlands nur in der Form geführt werden, wie sie in der Urkunde benannt sind. Wer dies nicht tut, begeht eine Straftat und riskiert eine Geldstrafe.
Die Eintragung des Grads in offizielle Papiere hat auf Antrag zu erfolgen (siehe § 4 PassG und § 5 PersAuswG), analog der Regelung zum „Dr.“, da nur der Doktorgrad allgemein unter die Regelung fällt.
Die Kultusministerien der Bundesländer verweisen allgemein hinsichtlich der Führung ausländischer wissenschaftlicher Grade häufig auf die Datenbank anabin. Die anabin ist allerdings nur richtungsweisend und nicht vollständig. Die Ersteller übernehmen für die Richtigkeit der Angaben keine Haftung.

## Ph.D. in Österreich
Im österreichischen Studienrecht darf der akademische Grad Doctor of Philosophy (abgekürzt PhD) verliehen werden, wenn für das jeweilige Doktoratsstudium mindestens drei Jahre Regelstudienzeit vorgesehen sind.
Im Gegensatz zu einer früheren Version des Universitätsgesetzes 2002 ist der PhD damit kein „höherwertiger“ oder qualitativ anderer Grad als der Doktor und löst diesen auch nicht zwingend ab: Die bisher üblichen Doktorgrade (Dr. phil., Dr. techn. usw.) können weiterhin verliehen werden, diese Entscheidung bleibt den Universitäten überlassen. Insbesondere bedeutet PhD in Österreich nicht, dass ein höherer Anteil von Lehrveranstaltungen vorgeschrieben sein soll.

## Ph.D. in Tschechien und der Slowakei
Die Doktorgrade in Tschechien und der Slowakei sind in beiden Ländern aufgrund des bis 1992 gemeinsamen Staates weitgehend identisch und gesetzlich geregelt (Gesetz Nr. 131/2002 GBl. in der Slowakischen Republik; Gesetz Nr. 111/1998 GBl. in der Tschechischen Republik). Man kann die tschechischen und slowakischen Doktorgrade im Grunde in vier Gruppen aufteilen, nämlich die Doktorgrade medizinischer Studienrichtungen, die sogenannten „kleine Doktorgrade“, die Doktoren der Wissenschaften, der Akademie der Wissenschaften sowie der wissenschaftlichen Forschungsdoktorgrade.
Die wissenschaftlichen Forschungsdoktorgrade werden nach einem 3- bis 6-jährigen Doktoratsstudium erlangt. Diese Promotionsstudiengänge umfassen u. a. regelmäßige Lehr- und Seminarveranstaltungen sowie Studienprüfungen und Examina und werden mit dem Ablegen eines staatlichen Doktorexamens (Rigorosum) und der Verteidigung einer Dissertation mit öffentlicher Disputation abgeschlossen. Nach einem erfolgreichen Abschluss erhält man den Doktor, abgekürzt als Ph.D., in der Slowakei als PhD., den Doktor der Theologie, abgekürzt als Th.D. bzw. als ThD., und den slowakischen Doktor der Künste ArtD. Das frühere Äquivalent, der Grad des Kandidaten der Wissenschaften (tschechisch kandidát věd, slowakisch kandidát vied), kurz CSc., wird seit 1998 (Tschechische Republik) bzw. 2002 (Slowakische Republik) nicht mehr verliehen.